# John Blackwood McEwen
John Blackwood McEwen (født 13. april 1868 i Hawick, Skotland, død 14. juni 1948 i London, England) var en skotsk komponist, rektor, professor, pianist, lærer og forfatter.
McEwen studerede komposition på Det kongelige Musikkonservatorium i London (1898-1924). Her blev han senere rektor, professor og lærer i komposition og klaver, og skolede mange af den kommende generation af engelske komponister som feks William Alwyn og Priaulx Rainier. Han har skrevet fem symfonier, orkesterværker, kammermusik, tre koncerter, suiter, scenemusik, korværker, sange og solostykker for mange instrumenter etc. Han var medstifter af Den Engelske Komponistforening, og han var også leder af Incorporated Society of Musicians. McEwen skrev også to musikalske lærebøger Exercises on Phrasing in Pianoforte Playing og The Principles of Phrasing and Articulation in Music.

## Udvalgte værker
- 5 Symfonier (1892-1922) (herunder - Symfoni nr. 5 "Solway") - for orkester
- Bratschkoncert (1901) - for bratsch og orkester
- Hills o'Heather (1918) (et tilbageblik) - for cello og orkester
- Prins Charlie (1924, Rev. 1941) (en skotsk rapsodi) - for violin og orkester